# Строцци, Дзаноби
Дзаноби ди Бенедетто ди Кароччо дельи Строцци (итал. Zanobi di Benedetto di Caroccio degli Strozzi; 17 ноября 1412, Флоренция — 6 декабря 1468, Флоренция) — итальянский живописец и иллюстратор манускриптов периода кватроченто — раннего Возрождения флорентийской школы. Сотрудник и помощник Фра Анджелико.

## Биография
Художник, которого обычно называют просто Дзаноби Строцци, родился во Флоренции 17 ноября 1412 года. Он принадлежал к младшей ветви большой семьи Строцци, богатого и знатного клана, соперничавшего с семьей Медичи: внуком Филиппо Леонардо и сыном Кароччо Строцци.
Pаботал во Флоренции и близлежащем Фьезоле. Он был тесно связан с Фра Анджелико, вероятно, как его ученик. Согласно утверждению Джорджо Вазари, Строцци был одним из самых верных последователей доминиканского монаха, которого он, вероятно, встретил в 1430-х годах в монастыре Сан-Доменико. Большинство из его сохранившихся работ представляют собой иллюстрации манускриптов, но ему также приписывают ряд алтарных картин, в том числе семь запрестольных образов, из них шесть «Мадонн с Младенцем», а также рисунки для изделий из металла.
Осиротев в возрасте пятнадцати лет, Строцци поселился в мастерской живописца-миниатюриста Баттисты ди Бьяджо Сангиньи (Battista di Biagio Sanguigni) (1393—1451), которого в документах называют «наставником», но, что более вероятно, он был его учителем в искусстве живописи и иллюминации (иллюстраций рукописей). Между 1427 и 1430 годами учитель с учеником переехали во Фьезоле, вблизи Флоренции. Поскольку Строцци принадлежал к семье, соперничавшей с семьёй Медичи, он не вступал в гильдию флорентийских медиков и аптекарей (Arte dei Medici e degli Speziali), которую курировали Медичи и куда официально входили живописцы, что не позволяло ему принимать заказы на картины под своим именем во Флоренции (в отличие от иллюминаций). Поэтому заказы он получал под именами других художников, таких как Сангиньи или Фра Анджелико, который, по словам Вазари, был ещё одним учителем Строцци. Вазари также сообщает, что Строцци «писал картины для многих частных домов во Флоренции»; он также упоминает двойной портрет. Строцци, возможно, был кем-то вроде изобретателя небольших повествовательных картинок для домашнего обихода.
В 1438 году Строцци женился на Нанне ди Франческо Строцци и переехал в новый дом также во Фьезоле. Около 1440 года он завершил свою единственную подписанную картину «Благовещение», которая раньше находилась в церкви Сан-Сальваторе-аль-Монте, а теперь хранится в Национальной галерее в Лондоне. Когда Фра Анджелико переехал в Рим в 1446 году, Строцци отправился во Флоренцию, где снял дом в приходе Сан-Паоло, недалеко от церкви Санта-Мария-Новелла. В 1450 году он купил дом в другом приходе.
Утончённый живописный стиль Строцци, в свою очередь, повлиял на других сотрудников Анджелико, включая молодого Беноццо Гоццоли. Дзаноби Строцци также сотрудничал с Пезеллино и Доменико ди Микелино.
Строцци также был архитектором хора базилики Сан-Марко, выполненного между 1446 и 1454 годами вместе с Филиппо ди Маттео Торелли. Там же он написал два люнета, которые ныне находятся в Музее Сан-Марко и выставлены в библиотеке Микелоццо. Около 1460 года Медичи поручили ему написать запрестольный образ для церкви Сан-Джироламо во Фьезоле, которую они опекали из-за близости к одной из их вилл. Это произведение теперь находится в Музее Малого Дворца в Авиньоне.
Дзаноби Строцци был одним из самых значительных флорентийских иллюстраторов своего времени; документы подтверждают его участие по крайней мере в восемнадцати сохранившихся рукописях (которые по традиции выполняли несколько художников). После его смерти в 1468 году он был похоронен в церкви Санта-Мария-Новелла во Флоренции.

## Галерея
- Совместно с Фра Анджелико. Благовещение. Миниатюра. Миссал 558. Ок. 1430. Пергамент, темпера. Сан-Марко, Флоренция
- Совместно с Фра Анджелико. Вознесение Девы Марии. Миниатюра. Миссал 558. Ок. 1430. Пергамент, темпера. Сан-Марко, Флоренция
- Царь Давид в молитве. Инициал. 1450-е гг. Пергамент, темпера, золото. Метрополитен-музей, Нью-Йорк
- Танец царя Давида перед Ковчегом Завета. Инициал. 1450-е гг. Пергамент, темпера. Библиотека Лауренциана, Флоренция
- Мадонна Смирения. Между 1448 и 1450. Дерево, темпера. Музей Польди-Пеццоли, Милан
- Мадонна с Младенцем и четырьмя ангелами. Ок. 1450. Дерево, темпера, золочение. Музей Бруклина, Нью-Йорк
- Путешествие короля-волхва Бальтазара в Святую Землю. Ок. 1455. Дерево, темпера. Музей изящных искусств, Страсбург
- Сусанна и старцы. Ок. 1450. Дерево, темпера. Музее Малого Дворца, Авиньон